# ديك فيرغسون
ديك فيرغسون (بالإنجليزية: Dick Ferguson)‏ هو مهندس أمريكي، ولد في 16 مارس 1950، وتوفي في 26 سبتمبر 2010.

## وصلات خارجية
- ديك فيرغسون على موقع DriverDB.com (الإنجليزية)